# クラウディオ・シモーネ
クラウディオ・シモーネ（Claudio Scimone, 1934年12月23日 - 2018年9月6日）は、イタリアの指揮者。

## 経歴
パドヴァの出身。クレモナ大学とミラノ音楽院に学んだあと、ヒルヴェルサムでフランコ・フェラーラ、ザルツブルクでカルロ・ゼッキに指揮法を学び、ディミトリ・ミトロプーロスの薫陶も受けた。1959年に、主にイタリア・バロック音楽の演奏を目的とした室内合奏団イ・ソリスティ・ヴェネティを組織し、首席指揮者を亡くなるまで務めた。1979年から1986年までリスボンのグルベンキアン管弦楽団の首席指揮者も兼務していた。また、1961年からヴェネツィア音楽院教授を経て、ヴェローナ音楽院教授を歴任し、1974年にパドヴァ音楽院院長となった。
2018年8月末に転倒して肋骨を折る重傷を負い、演奏活動を休止していたが、パドヴァで呼吸不全により死去。